# Parti progressiste national Karenni
Le Parti progressiste national Karenni  (birman : ကရင်နီအမျိုးသားတိုးတက်ရေးပါတီ) est un parti politique Karenni de l'État de Kayah, en Birmanie. Son aile armée, l'armée Karenni (en), combat les forces gouvernementales depuis 1957 pour un État Karenni indépendant. Cependant, le groupe a signé un accord de cessez-le-feu avec le gouvernement en 2012. Un accord de cessez-le-feu similaire a été signé en 1995, mais a été dissous trois mois après.